# Klaxons
Klaxons (Клексонс) — англійський нью-рейв гурт, що виник 2005 року в Лондоні.
Їхній дебютний синґл Gravity's Rainbow було видано накладом лише 500 копій у квітні 2006 року на лейблі Angular Records. Їхній наступний синґл Atlantis to Interzone отримав нагороду британського MTV2 як найкращий синґл року. Зараз гурт пов'язаний із лейблом Polydor Records, їхнім першим синґлом тут був Magick, виданий 30 жовтня 2006 року. Дебютний альбом гурту Myths of the Near Future, що з'явився 29 січня 2007 року, отримав престижну британську нагороду Mercury Prize.

## Учасники
- Джемі Рейнолдс (Jamie Reynolds) — бас-гітара, вокал (2005-2015)
- Джеймс Райтон (James Righton) — клавішні, вокал (2005-2015)
- Саймон Тейлор-Девіс (Simon Taylor-Davies) — гітара (2005-2015)

Колишні
- Стеффан Гальперін (Steffan Halperin) — ударні (2007–2013)

Концертні учасники
- Джордж Летем (George Latham) — ударні (2013–2015)

## Дискографія
- Myths of the Near Future (Polydor, 29 січня 2007)
- Surfing The Void (Polydor, 23 серпня 2010)
- Love Frequency (Akashic Rekords, 16 червня 2014)

Мініальбоми
- Xan Valleys (Polydor, 16 жовтня 2006)
- Sweetheart (Polydor, 19 жовтня 2009)
- Landmarks Of Lunacy (Polydor, 22 грудня 2010)

Синґли
- Gravity's Rainbow / The Bouncer (2006) (кавер "The Bouncer")
- Atlantis To Interzone (2006)
- Magick (2006)
- Golden Skans (2007)
- Gravity's Rainbow (2007)
- It's Not Over Yet (кавер "Not Over Yet")
- As Above, So Below
- Echoes (2010)
- Twin Flames (2010)
- There Is No Other Time (2014)
- Show Me a Miracle (2014)